# Сага о Скьёлдунгах
«Са́га о Скьёлдунгах» (др.-сканд. Skjöldunga saga, варианты названия на русском: «Са́га о Скьёльдунгах», «Са́га о Скьо́льдунгах», «Са́га о Скьо́лдунгах») — утерянная королевская сага о легендарной датской династии Скьёльдунгов, упомянутой как в скандинавских, так и англосаксонских письменных источниках (например, в Беовульфе). Написана приблизительно между 1180 и 1200 годами.

## Герои саги
Часть героев саги упомянуты в таких произведениях как «Деяния данов» Саксона Грамматика, «Деяния архиепископов Гамбургской церкви» Адама Бременского, «Хроника конунгов из Лейре», «Беовульф», «Песнь о Гротти», «Сага об Инглингах», «Младшая Эдда» и иных источниках по истории легендарных датских королей.

## Содержание
Оригинальный текст саги утерян. Несмотря на это отдельные её части были пересказаны в латинских конспектах Арнгримюра Йоунссона и других скандинавских источниках.
Также существуют попытки реконструкции оригинального текста, например, реконструкция Акселя Ольрика.
Следующие отрывки, как считает Бьярни Гуднасон (исл. Bjarni Guðnason), основаны на утерянном тексте данной саги:
- Danasaga Arngríms lærða («Отрывок саги о данах по Арнгриму»), латинское название: Rerum Danicarum Fragmenta (Отрывок деяний данов).
- Upphaf allra frásagna (Описание Земли III).
- Ynglinga saga (Сага об Инглингах).
- Snorra-Edda (Младшая Эдда).
- Sögubrot af nokkrum fornkonungum i Dana- ok Sviaveldi (Отрывок о некоторых древних конунгах датских и свейских владений).
- Svíakonungatal Arngríms lærða («Перечень свейских конунгов по Арнгриму», латинское название: Ad Catalogum Regum Sveciæ, a quo danic: historiæ Norvegiæ, compendium incipit, annotanda (Перечень деяний свеев,..)).
- Ragnarssona þáttur (Прядь о сыновьях Рагнара).
- Ólafs saga Tryggvasonar hin mesta (Пространная сага об Олафе Трюгвассоне).

## Влияние
Влияние «Саги о Скьёлдунгах» можно увидить, например, в сюжетой линии третьей книги «Деяний данов» с её героем Amletus (англ. Amlet) и в несохранившемся произведении шекспировской эпохи с условным названием «Ур-Гамлет» (англ. pre-Hamlet, Ur-Hamlet — «пред-Гамлет»), которое рядом исследователей считается ранней редакцией произведения «Гамлет» самого Шекспира. Так часть исследователей связывают латинское имя Amletus с исландским словом Amloði (др.-сканд. amlóð|i m -a, -ar — бедняга, несчастный; халтурщик; дурак, болван).

## Издания
- Danakonunga sögur; grein í Morgunblaðinu 1983 (Сага о конунгах данов)
- Axel Olrik. Skjoldungasaga i Arngrim Jonssons Udtog (Сага о Скьёлдунгах по Арнгриму Йонссону). Særtryk af Aarbøger for nordisk Oldkyndighed 1894 s. 83-164. Kbh. 1894.
- Bjarni Guðnason (útg.): Danakonunga sögur, Rvík 1982. Íslensk fornrit XXXV. Danakonunga sögur. Skjöldunga saga. Knýtlinga saga. Ágrip af sögu Danakonunga.
- Bjarni Guðnason: Um Skjöldungasögu, Rvík 1963. Doktorsrit.
- Einar Ólafur Sveinsson: Sagnaritun Oddaverja, Rvík 1937. Studia Islandica I.
- Greinin «Skjöldunga saga» á norsku útgáfu Wikipedia. Sótt 28. júní 2008.

### Издание-реконструкция саги Акселя Ольрика
Аксель Ольрик в своей работе «Skjoldungasaga i Arngrim Jonssons Udtog» разделил текст издания на следующие части:
- Danmarks oldtidshistorie, gengivet efter Arngrim Jonsson (Древняя история Дании, повествуемая Арнгримом Йонссоном) — текст на датском языке.
- Tilblivelsen af Arngrims værker (Создание труда Арнгрима) — текст на датском языке.
- «Rerum Danicarum fragmenta» og «Regum Sveciæ catalogue» («Отрывок деяний данов» и «Перечень деяний свеев») — латинский текст с примечаниями на датском.
- Arngrims kilder (Источники Арнгрима) — критический разбор источников саги и их сравнение (на датском языке).
- Den islandske overlevering af Skjoldungsagnene (Исландский пересказ «Саги о Скьольдунгах») — краткий обзор возможных сохранившихся отрывков саги на исландском языке (текст на датском).

### Переводы на русский язык
- Гимранов Т. В. «Сага о Скьольдунгах»  (недоступная ссылка) (отрывок любительского перевода реконструкции саги по тексту Акселя Ольрика с датского и латыни по изданию «Axel Olrik. Skjoldungasaga i Arngrim Jonssons Udtog»)
- Досаев А.С., Губанов И.Б. Выдержки из древней «Саги о Скьёльдунгах» в сочинениях Арнгрима Йонусона (перевод фрагментов двух написанных на латыни работ исландского учёного кон. XVI в. Арнгрима Йоунсона, в которых тот пересказывает утраченную в настоящее время древнюю «Сагу о Скьёльдунгах»)